# Dipartimento di Sucre
Il dipartimento di Sucre è uno dei 32 dipartimenti della Colombia. Il capoluogo del dipartimento è Sincelejo.

## Geografia fisica
Il dipartimento di Sucre è bagnato ad ovest dal Mar dei Caraibi, confina a nord, est e sud con il dipartimento di Bolívar, a sud con il dipartimento di Antioquia ed a ovest con il dipartimento di Córdoba.
Il territorio di Sucre è prevalentemente pianeggiante ed è attraversato dal fiume Cauca e da altri fiumi che scendono verso la valle del Magdalena.

## Geografia antropica

### Suddivisioni amministrative
Il dipartimento di Santander si compone di 26 comuni:
- Buenavista
- Caimito
- Chalán
- Colosó
- Corozal
- Coveñas
- El Roble
- Galeras
- Guaranda
- La Unión
- Los Palmitos
- Majagual
- Morroa
- Ovejas
- Sampués
- San Antonio de Palmito
- San Benito Abad
- San Juan de Betulia
- San Marcos
- San Onofre
- San Pedro
- Santiago de Tolú
- Sincé
- Sincelejo
- Sucre
- Tolúviejo